# TSV Bocholt
Der TSV Bocholt (offiziell: Turn- und Sportverein Bocholt von 1867 / 1896 e. V.) ist ein Sportverein in Bocholt. Die Standardformation der Tanzsportabteilung des Vereins tanzt in der 1. Bundesliga Standard.

## Geschichte
Der Verein entstand am 1. Januar 2009 durch die Fusion des am 1. Mai 1867 gegründeten TV Bocholt von 1867 und des am 27. November 1896 gegründeten TV Phönix. Im als Turnverein gegründeten TV Bocholt von 1867 konnten anfangs nur Männer ordentliche Mitglieder werden. 1908 öffnete sich der Verein dann für Frauen. Das Sportangebot umfasste bis in die 1930er-Jahre Boden- und Geräteturnen, Leichtathletik und Gymnastik. Ende der 1930er-Jahre wurde Faustball ins Programm aufgenommen. Im Verlauf des 20. Jahrhunderts folgten weitere Sportarten, so dass der Verein vor dem Zusammenschluss mit dem TV Phönix 21 Abteilungen hatte.
Der TV Phönix wurde ebenfalls als Turnverein gegründet. Er war der zweitälteste Verein seiner Art in Bocholt. Nach dem Zweiten Weltkrieg wurde der TV Phönix zu einem Mehrspartenverein. Zunächst wurde das Angebot um Leichtathletik erweitert. Ende der 1960er- und in den 1970er-Jahren wurden Tennis, Volleyball und Handball ins Angebot aufgenommen, später kamen unter anderem noch Badminton, Rugby, Baseball, Gymnastik und Kinderturnen hinzu. Zum Zeitpunkt der Gründung hatte der TSV Bocholt 2558 Mitglieder, von denen 1806 Mitglied im TV Bocholt und 752 Mitglied im TV Phönix waren.

## Sportangebote
Der Verein verfügt über verschiedene Abteilungen, darunter American Football, Badminton, Basketball, Gardetanz, Handball, Fußball, Rhythmische Sportgymnastik, Schwimmen, Tanzsport, Tennis und Volleyball sowie über Kampfsportangebote, verschiedene Fitnessangebote und Kinderturnen.

## Tanzsportabteilung
Die Tanzsportabteilung des TSV Bocholt (TSA des TSV Bocholt von 1867/1896) verfügt über Einzel- und Formationstanzen. Die Abteilung geht zurück auf die Tanzsportabteilung des TV Bocholt von 1867.

### Standardformationen
Die Standardformation des Vereins tanzt aktuell (Saison 2019/2020) in der 1. Bundesliga Standard. Musikalisches Thema ist „Imagine“.
In den 1990er-Jahren tanzte die damalige Standardformation des TV Bocholt von 1867 in der 2. Bundesliga Standard. In der Saison 1997/1998 existierte auch eine B-Formation, die in der Regionalliga West Standard antrat.
Ab der Saison 1999/2000 tanzte die Mannschaft in der Regionalliga West Standard bzw. in der Regionalliga Nord/West Standard, in den Saisons 2007/2008, 2008/2009 und 2009/2010 jeweils mit zwei Mannschaften. Zur Saison 2010/2011 gelang der Aufstieg in die 2. Bundesliga. In der Saison belegte die Mannschaft allerdings nur den achten Platz und stieg wieder in die Regionalliga ab. Erneut in der 2. Bundesliga Standard tanzte die Mannschaft in den Saisons 2014/2015 und 2015/2016, bevor die Mannschaft erneut in die Regionalliga abstieg.
In der Saison 2017/2018 belegte die Mannschaft den ersten Platz in der Regionalliga Süd/West Standard. Auch das anschließende Aufstiegsturnier gewann die Mannschaft und stieg so wieder in die 2. Bundesliga Standard auf. In der Saison 2018/2019 belegte die Mannschaft den zweiten Platz in der 2. Bundesliga Standard und schaffte so den direkten Aufstieg in die 1. Bundesliga Standard.
Trainer der Formation sind Thomas Pflewko, Andreas Lippok, Anne Pflewko-Leson und Kurt Findhammer.

### Lateinformationen
Eine Lateinformation trat zuletzt in der Saison 2017/2018 in der 2. Bundesliga für den Verein an.
In den 1990er-Jahren trat der damalige TV Bocholt von 1867 mit mehreren Lateinformationen zu Ligawettkämpfen in der Landesliga und der Oberliga West Latein an. In den Saisons 1995/1996 und 19096/1997 gab es insgesamt drei Lateinformationen.
Das A-Team stieg zur Saison 1997/1998 in die Regionalliga West Latein auf, während das B-Team in der Landesliga West Latein tanzte. Zur Saison 1999/2000 gab es nur eine Mannschaft im Verein, die in der Oberliga West Latein antrat. Anschließend traten wieder zwei Mannschaften zu Ligawettkämpfen an, unterbrochen nur in der Saison 2004/2005, in der nur ein A-Team des Vereins in der Landesliga West Latein antrat.
Ab der Saison 2006/2007 gab es nur noch eine Lateinformation im Verein. Diese tanzte bis zur Saison 2009/2010 in der Oberliga West Latein, anschließend dann in der Regionalliga West Latein. Zur Saison 2017/2018 gelang der Mannschaft als Nachrücker der Aufstieg in die 2. Bundesliga Latein. Die 2. Bundesliga beendete die Mannschaft auf dem siebten Platz und stieg so wieder ab. Anschließend löste sie sich auf.
Trainer der Mannschaft war Sascha Pöstgens.

## Basketball
Die Abteilung wurde 1975 beim TV Bocholt gegründet und trat dem Basketballkreis Niederrhein bei. In den 80er Jahren war man am erfolgreichsten. Zuerst gewann die männliche Jugend 1980 die Kreismeisterschaft, es folgten nach der Titelverteidigung 1981 anschließend bis 1992 21 weitere Kreistitel durch Herren, Damen, männliche und weibliche Jugend. Aufgrund des Pyramidenplans ist der TV Bocholt auch Mitglied im Basketballkreis Münster gewesen, nur über diesen konnten die Seniorenmannschaften in die WBV-Ligen aufsteigen.
1996 gründete sich durch einen ehemaligen Trainer des TV bei TuB Bocholt ebenfalls eine Basketballabteilung, auch hier trat dieser Verein neben dem BK Münster auch dem BK Niederrhein bei, um von den kürzeren Fahrten im Jugendbereich zu profitieren. Da der WBV in dieser Zeit eigene Jugendligen aufbaute, war es streng genommen nicht möglich, durch das Spielen im BK Niederrhein die Punkte für die Teilnahme an den Jugendligen zu erwerben. Der BKN reagierte darauf und schuf die Möglichkeit, Gastmitglied zu werden, ohne die Mitgliedschaft im "eigenen" Kreis aufgeben zu dürfen. Durch Zustimmung der anderen Niederrhein-Vereine konnten die Bocholter Teams die Punkte für einen evtl. Aufstieg auch im Kreis Niederrhein sammeln. Bei beiden Vereinen wurden die Erfolge deutlich seltener: nur noch 3 Jugendtitel des TV und 5 des TuB wurden von 1996 bis 2010 gefeiert, alle in der männlichen Jugend.
2011 schloss sich die Abteilung des TuB dem TSV an. Trotz des Zusammenschlusses nahm die Zahl der Aktiven weiter ab, so dass seitdem (Stand 2025) weitere Erfolge ausblieben. Seit einigen Jahren ist der Abwärtstrend gestoppt, es nehmen wieder mehr Mannschaften teil, allerdings spielen die Jugendteams nun in den Ligen des BK Münster, wobei der TSV aber bisher weiter Mitglied im BK Niederrhein geblieben ist.